# Меттью Фішер (музикант)
Меттью Чарльз Фішер (англ. Matthew Fisher 7 березня 1946) — англійський музикант, автор пісень та продюсер. Він найвідоміший своєю грою на органі Хаммонда в синглі "Біліший відтінок блідої" 1967 року гурту "Прокол Харум", співавторство якої згодом отримав.

## Життєпис

### Рання кар'єра
Фішер народився і виріс в Аддіскомбі, Кройдон . Відвідував Сельхурстську гімназію, грав на органі на ранкових зборах.     Почав грати у групах підлітків, спочатку грав на бас-гітарі, але близько 1964 року, почувши The Animals і Georgie Fame, він вирішив, що замість цього віддасть перевагу органу . Розглядаючи кар'єру вчителя музики, записавшись на музичну школу Гільдхолла на рік, від неї відмовився, придбав два органи Vox Continental і використав їх у гастролях із The Gamblers, підтримуючи групу Біллі Ф'юрі. Після «Гамблерів» він грав з різними місцевими групами, перш ніж приєднатися до Пітера Джея та «Джейволкерів» у 1966 році. 
Під час гастролей з Jaywalkers він познайомився з Іеном Маклаганом, органістом з Малих облич, і захопився звучанням органу Hammond M102 та спікером Леслі, якими користувався Маклаган. Позичивши гроші у своєї бабусі, він придбав ту саму модель Hammond і почав рекламу концертів у Melody Maker . Він швидко виявив, що володіння Hammond викликало великий попит на нього, як на музиканта, сказавши, що "мати Hammond було як мати ліцензію на друк грошей", і до кінця року знайшов регулярну роботу з групою The Screaming Lord Sutch, The Savages, граючи разом з Річі Блекмором . Отже, Гері Брукер та Кіт Рейд прагнули взяти його для своєї нової групи Прокол Харум і вирішили відвідати його в його будинку в Кройдоні, щоб обговорити створення групи. 

### Прокол Харум

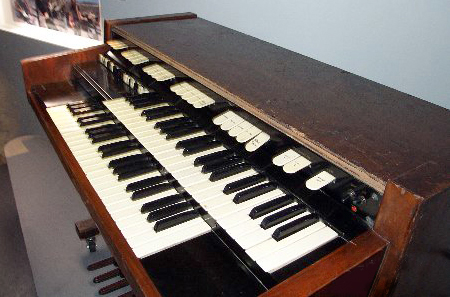
Використання Фішером органу Hammond M102 було відмінною частиною раннього звучання Проколу Харума.

Фішер почав працювати згуртом Прокол Харум на початку 1967 року, хоча він ненадовго продовжував гастролі з Сутчем. Хоча всі гурти мали досвід роботи в інших групах, Фішер був єдиним, хто займався офіційною музичною підготовкою. Він згадує, що "Біліший відтінок блідої " спочатку був чотирма віршами та десятьма хвилинами, із соло, імпровізованими між Фішером та Брукером. Коли мова зайшла про запис пісні, її розрізали на два вірші, і було вирішено, що Фішер повинен робити всі соло. 
Крім того, він відчув, побачивши ноти до "Білішого відтінку блідої", що заслуговує статусу співавтора за те, що придумав відомий вступ та сольні уривки всієї пісні. Брукер і Рейд, які склали основну структуру пісні перед запрошенням Фішера до гурту, відмовилися. 
Хоча "Біліший відтінок блідості" мав негайний успіх, посівши перше місце у складі британських чартів протягом кількох тижнів, Фішер не згадує про час, який був щасливим для групи. Вони мали намір бути андеграундним гуртом, вони не звикли мати хіт-сингл, і він не був вражений ранніми концертами групи.  
"Ми були на вершині, а Hendrix був під нами. У жодному разі ми не були навіть на десяту частину такими ж хорошими, як він у той час, і єдиною причиною, що нас не освистали, було, мабуть, те, що ми були першим номером того тижня."
Метью Фішер у перші дні Прокол Харум
Прихід гітариста Робіна Тровера та барабанщика Б. Дж. Вілсона до Прокола Харума в середині 1967 року, здавалося, приніс групі певну стабільність. Перша офіційна заслуга пісенної творчості Фішера була за інструментальний "Покаяний Вальпургіс" у дебютному альбомі групи, який трансформувався Троуером, що грав соло під впливом блюзу над вершинами класичних органних ліній Фішера.  Тим не менш, у відповідь на відсутність статусу його співавторства (особливо "Білішого відтінку блідості"), він суперечив Брукеру, Троуверу і Вілсону (які всі разом виросли в Саутенд-он-Сі і раніше грали в "Парамаунтс" ), і все ще страждаючи від смерті батька в 1965 році, Фішер хотів залишити Прокол Харум. Незважаючи на те, що про нього говорили, він продовжував намагатися залишити гурт кілька разів протягом наступних двох з половиною років, поки остаточно не пішов наприкінці 1969 року.  
Хоча більше не брав безпосереднього участі у записах та гастролях, Фішер продовжував бути продюсером групи. Після того, як Тровер пішов у 1971 році для сольної кар'єри, він ненадовго приєднався до групи, а колега-гурт Кріс Коппінг перейшов на бас. Він був незадоволений фінансовим становищем гурту, а також заміною Троувера Дейвом Баллом, і тому знову пішов, на цей раз певно, стати штатним продюсером для CBS. 

### Продюсерство
Окрім роботи з Прокол Харум, він був продюсером Робіна Троуера, Джеймса Девара та Тіра На Нога (серед інших); і насолоджувався сольною кар'єрою , користуючись особливою популярністю у Греції, де його пісня 1980 р. "Чому я повинен закохатись у тебе" вважається класикою.  Його сольні альбоми включають "Кінець подорожі" (1973), я буду там (1974), Метью Фішер (1980), " Дивні дні" (1981) та "Солоний собака повертається" (1990). 
Два альбоми, які він випустив для Trower, Bridge of Sighs (1974) та For Earth Below (1975), отримали золотий сертифікат RIAA  - з Bridge Bridge два рази  платину в кінцевому підсумку - в той час як "Біліший відтінок блідого "отримав багатоплатиновий статус. Орган Фішера Хаммонд, який грає інструментальні версії піаніста Девіда Ланца "Біліший відтінок блідої" з його компакт-диска 1988 року, "Сон Крістофорін", також допоміг цьому альбому стати золотим . Роком раніше Фішер продюсував (для "Примітивні записи") і виступав у 12-синглі "All Washed Up" Нортгемптонського оркестру "Magnolia Siege" (співак Річард Джонс або Рік Рамджет), граючи на фортепіано з гонкі-тонк на B-стороні різних записів. 
Фішер є співавтором і виконавцем саундтреку до фільму «Авангард» 1968 року «Розлука», який вийшов на DVD у Великій Британії у липні 2009 року та у США у березні 2010 року. Інструментальний фільм "Тема від розлуки" Фішера на його альбомі "Кінець подорожі" - з цього фільму, а саундтрек також включав альтернативну аранжування твору для Хаммонда, баса та клавесина.
У 1972 році Фішер створив альбом групи Prairie Madness, на якому він також грав на органі та клавесині . Це був фортепіанно-гітарний дует із супровідним гуртом, але він досяг обмеженого успіху. Він також грав на клавішних Screaming Lord Sutch на його альбомі 1972, Hands of Jack the Ripper, і грав на фортепіано під час гастролей Девіда Боуї в червні та липні 1972 року зі The Spiders from Mars . Фішер також з'явився в альбомі Родеріка Солконера "Нова нація" (1976), який він продукував і аранжував, а також грав на клавішних. 
Фішер кинув Прокол Харум у 1969 році після виходу третього альбому «Солоний пес», який він також випустив. Він приєднався до групи в 1991 році для альбому The Prodigal Stranger і випустив іще два альбоми з ними, One More Time - Live in Utrecht 1992 та The Well's on Fire . Крім того, його твори з’явилися на двох концертних DVD-дисках: Live in Copenhagen та Live at Union Chapel, але він знову вийшов із групи в 2004 році. В даний час є комп'ютерним програмістом у Кройдон, Лондон.     

### Записи пісень
У 2009 році Верховний суд визнав Фішера співавтором та співвласником пісні Прокоа Харум "Біліший відтінок блідої" завдяки його внеску у пісню у формі сольного органу, незважаючи на те, що він чекав майже 40 років з часу її виходу, щоби подати позов. Фішер виграв справу 20 грудня 2006 року, але йому було присвоєно 40% частки композиторів музичного авторського права, а не 50%, яких він шукав, і не отримав роялті до 2005 року. 

## Зовнішні посилання
- MatthewFisher.com
- Сторінка фана Меттью Фішера - на сайті procolharum.com
- Метью Фішер у Discogs